# Prancer - Una renna per amico
Prancer - Una renna per amico (Prancer Returns), talvolta conosciuto in Italia come Il ritorno di Prancer la renna di Babbo Natale, è un film direct-to-video del 2001. È il seguito del film La renna del 1989.

## Trama
Il film narra le avventure di Charlie Holton che dopo aver fatto amicizia con Prancer (una delle renne di Babbo Natale) gli insegnerà a volare e così potrà far ritorno al Polo Nord.

## Accoglienza
Sul Rotten Tomatoes, il film ha ricevuto due recensioni, entrambe positive.